# Sarah Orne Jewett

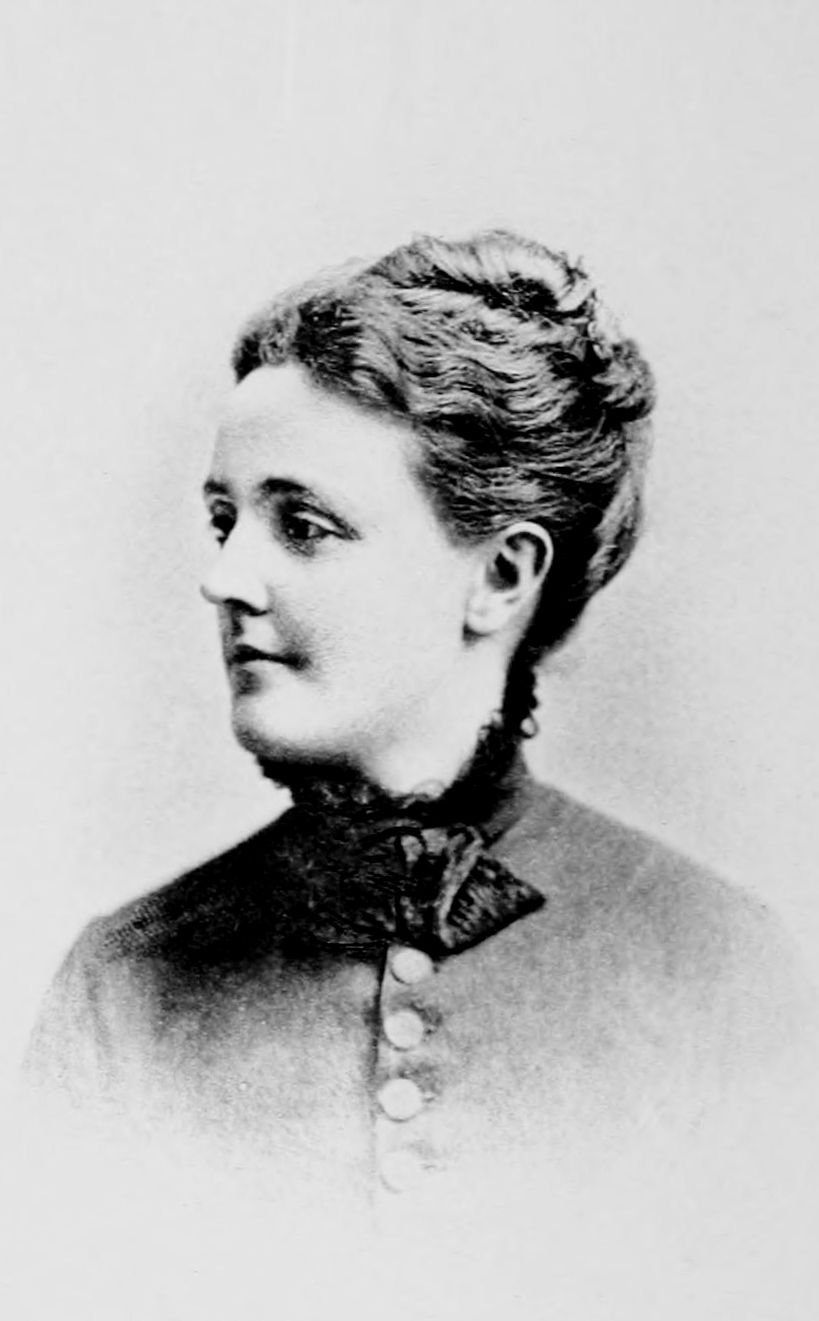
Sarah Orne Jewett, um 1890–1900

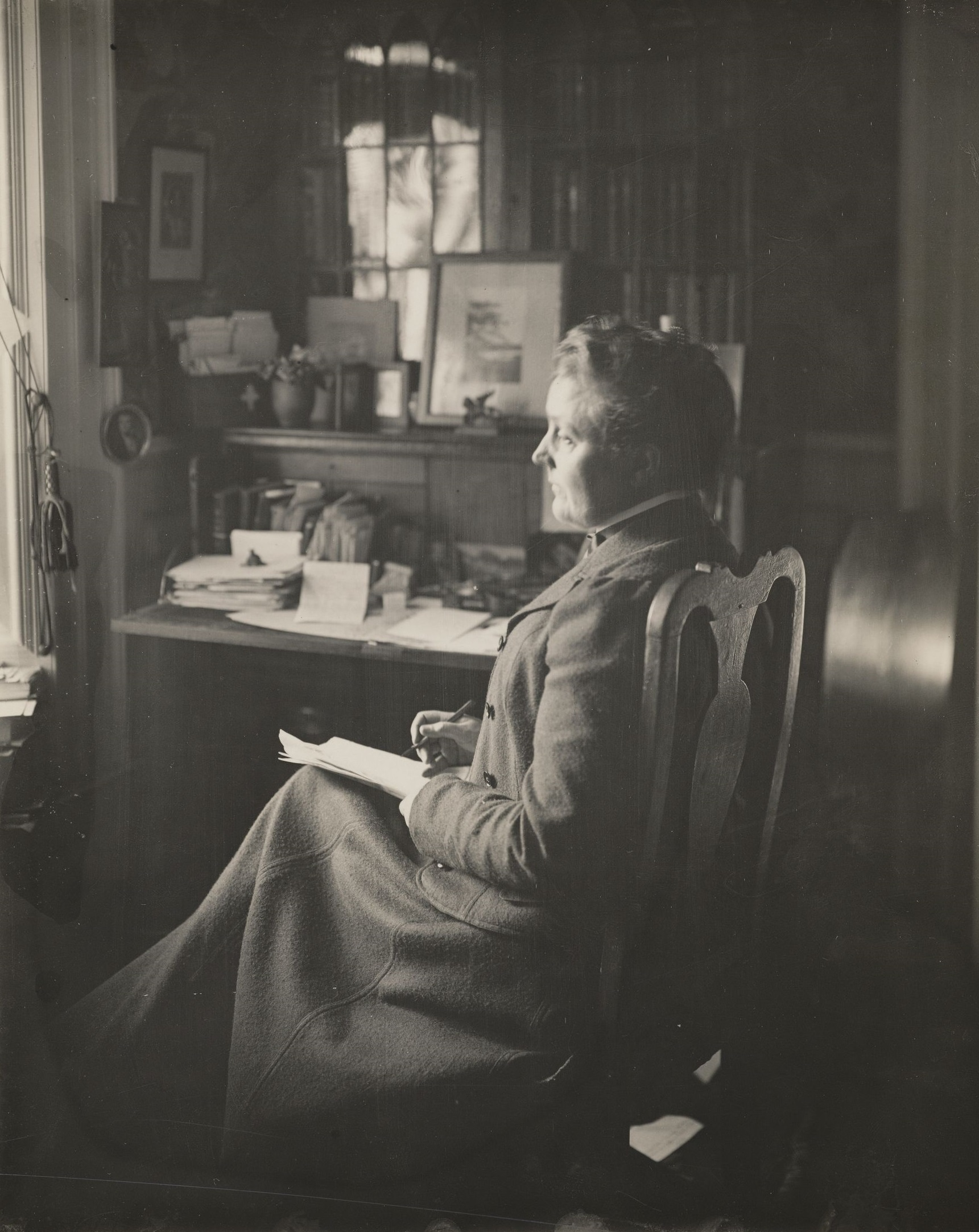
Sarah Orne Jewett, um 1890–1900

Theodora Sarah Orne Jewett (* 3. September 1849 in South Berwick, Maine; † 24. Juni 1909 in South Berwick) war eine US-amerikanische Schriftstellerin. Ihre berühmtesten Werke sind der Roman Das Land der spitzen Tannen und die Kurzgeschichte A White Heron.

## Leben und Karriere
Jewett wuchs in South Berwick, Maine, auf und lebte auch dort. Jewett wurde an der Berwick Academy unterrichtet. Ihre erste Geschichte war Jenny Garrow’s Lovers, die 1868 veröffentlicht wurde. Infolgedessen wurden bis in die 1870er Jahre viele weitere Geschichten von ihr veröffentlicht.
Zuerst etablierte sich Jewett als Schriftstellerin von Kurzgeschichten und bildete eine engere Freundschaft zu Annie Adams Fields (1834–1915) und ihrem Ehemann James T. Fields. Nachdem der Ehemann von Annie Fields 1881 gestorben war, waren sie und Jewett bis zum Tode Jewetts zusammen. Annie Fields starb 1915. Die beiden waren mit vielen wichtigen Schriftstellern und Künstlern ihrer Zeit gut befreundet, unter anderem mit Willa Cather, Mary Ellen Chase, William Dean Howells, Henry James, Rudyard Kipling, Harriet Beecher Stowe, Alfred Tennyson, Oliver Wendell Holmes, Mark Twain, Sarah Wyman Whitman und John Greenleaf Whittier.
Während ihrer Lebenszeit reiste Jewett viermal nach Europa. Am 3. September 1902 war sie in einen Kutschenunfall verwickelt, bei dem sie schwer verletzt wurde. Der Unfall beendete ihre Karriere als Schriftstellerin. Es wurde des Öfteren vermutet, dass Jewett lesbisch war. Ihre Beziehung zu Annie Fields wurde als sogenannte »Boston marriage« bezeichnet, wobei zwei Menschen des gleichen Geschlechts zusammen leben (nicht unbedingt in einer homosexuellen Beziehung).

## Werke
- Deephaven, James R. Osgood, 1877 (Dt. „Deephaven“, übersetzt und hrsg. von Alexander Pechmann, mareverlag, Hamburg, 2022)
- Play Days, Houghton, Osgood, 1878
- Old Friends and New, Houghton, Osgood, 1879
- Country By-Ways, Houghton-Mifflin, 1881
- A Country Doctor, Houghton-Mifflin, 1884
- The Mate of the Daylight, and Friends Ashore, Houghton-Mifflin, 1884
- A Marsh Island, Houghton-Mifflin, 1884
- A White Heron and Other Stories, Houghton-Mifflin, 1886
- The Story of the Normans, Told Chiefly in Relation to Their Conquest of England, 1887
- The King of Folly Island and Other People, Houghton-Mifflin, 1888
- Tales of New England, Houghton-Mifflin, 1890
- Betty Leicester: A Story for Girls, Houghton-Mifflin, 1890
- Strangers and Wayfarers, Houghton-Mifflin, 1890
- A Native of Winby and Other Tales, Houghton-Mifflin, 1893
- Betty Leicester’s English Christmas: A New Chapter of an Old Story, 1984
- The Life of Nancy, Houghton-Mifflin, 1895
- The Country of the Pointed Firs, Houghton-Mifflin, 1896 (Dt. Das Land der spitzen Tannen 1961 Manesse, Zürich)
- The Queen’s Twin and Other Stories, Houghton-Mifflin, 1899
- The Tory Lover, Houghton-Mifflin, 1901
- An Empty Purse: A Christmas Story, privately printed, 1905

## Sekundärliteratur
- F. O. Matthiessen: Sarah Orne Jewett. Houghton Mifflin, Boston 1929.